# Kohlstadt (Bergen)
Kohlstadt ist ein Ortsteil der Gemeinde Bergen im oberbayerischen Landkreis Traunstein. Die Einöde liegt circa zwei Kilometer südwestlich von Bergen.

## Bevölkerungsentwicklung
| Jahr      | 1871 | 1925 | 1950 | 1970 | 1987 |
| Einwohner | 7    | 4    | 3    | 4    | 2    |

## Baudenkmäler
Siehe auch: Liste der Baudenkmäler in Kohlstadt
- Ehemaliges Kleinbauernhaus, erbaut um 1800